# Marjut Rolig
Anne Marjut Astrid Rolig (ogift Lukkarinen), född 4 februari 1966 i Lojo, är en finländsk före detta längdskidåkare som tävlade under 1990-talet. Höjdpunkten i Roligs karriär var OS i Albertville 1992 där hon tog ett guld, ett silver och två fjärdeplatser.
Hon deltog i Finlands version av Mästarnas mästare, Mestareiden mestari, 2012.